# Drosophila helvetica
Drosophila helvetica är en tvåvingeart som beskrevs av Burla 1948. Drosophila helvetica ingår i släktet Drosophila och familjen daggflugor.
Arten finns i Europa, Indien och Japan.